# Julien Bardy
Pour les articles homonymes, voir Bardy.

a Compétitions nationales et continentales officielles uniquement.

b Matchs officiels uniquement.
Dernière mise à jour le 19 novembre 2023.
Julien Bardy, né le 3 avril 1986 à Clermont-Ferrand (Puy-de-Dôme) d'un père français et d'une mère portugaise, est un joueur international portugais de rugby à XV évoluant au poste de troisième ligne aile.
Après une découverte tardive du rugby à XV à l'âge de quinze ans, il est formé au sein de l'ASM Clermont et rejoint son centre de formation. Il intègre ensuite l'effectif senior en 2009 et remporte le Top 14 à deux reprises en 2010 et 2017, les deux premiers boucliers de Brennus de l'histoire du club. Il est également finaliste de cette compétition en 2015 ainsi que de la Coupe d'Europe en 2013 et 2015 avec ce club.
Par la suite, il rejoint le Montpellier Hérault Rugby et son ancien entraîneur qui l'a lancé à l'ASM, Vern Cotter, à partir de l'été 2017. Après une première saison pleine marquée par une nouvelle finale de Top 14 perdue en 2018, des problèmes récurrents à l'une de ses épaules le contraignent à prendre sa retraite en 2020.
Malgré une carrière marquée par sa rugosité, dont en découle un certain manque de discipline sur le terrain et donc de nombreux cartons à son encontre, il est un joueur important de l'effectif clermontois durant ses meilleures années. Membre de l'équipe du Portugal de 2008 à 2015, avec qui il est sélectionné à vingt-quatre reprises, à cette période il est le seul international portugais à évoluer en Top 14 et il est considéré comme l'un des meilleurs joueurs de l'histoire de son pays, bien qu'il n'ait pas eu la chance de disputer une Coupe du monde avec ce dernier.
Après sa carrière, il se reconvertit dans l'immobilier et ouvre également une pépinière dans son département de naissance. De plus, il garde un certain attachement avec le rugby en occupant un poste de vice-président au sein de la Fédération portugaise de rugby à XV à partir de 2023.

## Biographie

### Jeunesse et formation
Julien Bardy naît à Clermont-Ferrand dans une famille franco-portugaise, son père est auvergnat et sa mère portugaise, elle a émigré en France en 1973 avec ses parents. Il pratique tout d'abord la boxe avant de découvrir le rugby à XV à l'âge de quinze ans au sein du club du CAS Gerzatois. Un an plus tard, il rejoint les catégories de jeunes de l'ASM Clermont. En parallèle, il entreprend un apprentissage de tourneur-fraiseur puis se retrouve au chômage et fait un peu d'intérim. Par la suite, il signe un CDI dans une entreprise de maçonnerie mais au même moment l'ASM lui propose d'intégrer son centre de formation à l'âge de vingt ans,. 
En 2008, il est sélectionné par l'équipe du Portugal, en vertu de ses origines portugaises, il connaît sa première cape internationale face au Canada en novembre. Avec eux, il dispute le Championnat européen des nations, avec qui il est, par la suite, le seul international portugais à évoluer en Top 14.
Au mois de mai 2009, il dispute la finale du Championnat de France espoirs avec son club mais ils sont défaits par les Brivistes qui s'imposent grâce à un plus grand nombre d'essais marqués malgré un score de parité 19 partout.

### Début de carrière professionnelle à l'ASM Clermont (2009-2011)
Julien Bardy intègre finalement l'effectif professionnel de l'ASM Clermont Auvergne, son club formateur, en 2009. Lors de la saison 2009-2010, il est notamment sacré champion de France espoirs en étant titulaire en finale contre le SU Agen. Quelques jours plus tard, il remporte également le Top 14 pour la première fois de l'histoire de l'ASM même s'il ne dispute pas la finale.
Durant ses deux premières saisons, il ne joue que seize matchs en raison de blessures. Il continue d'être appelé régulièrement avec la sélection portugaise avec qui il s'est imposé comme l'un des leaders de l'équipe et dont il est notamment nommé Joueur portugais de l'année 2011 par la Fédération portugaise de rugby à XV,. De plus, en mars 2011, il est sélectionné avec les Barbarians pour disputer une rencontre face au Richmond FC le mois suivant. Lors de cette rencontre, il est nommé homme du match et contribue à la victoire 45 à 36 de son équipe.

### Un joueur important de l'effectif clermontois mais indiscipliné (2011-2017)

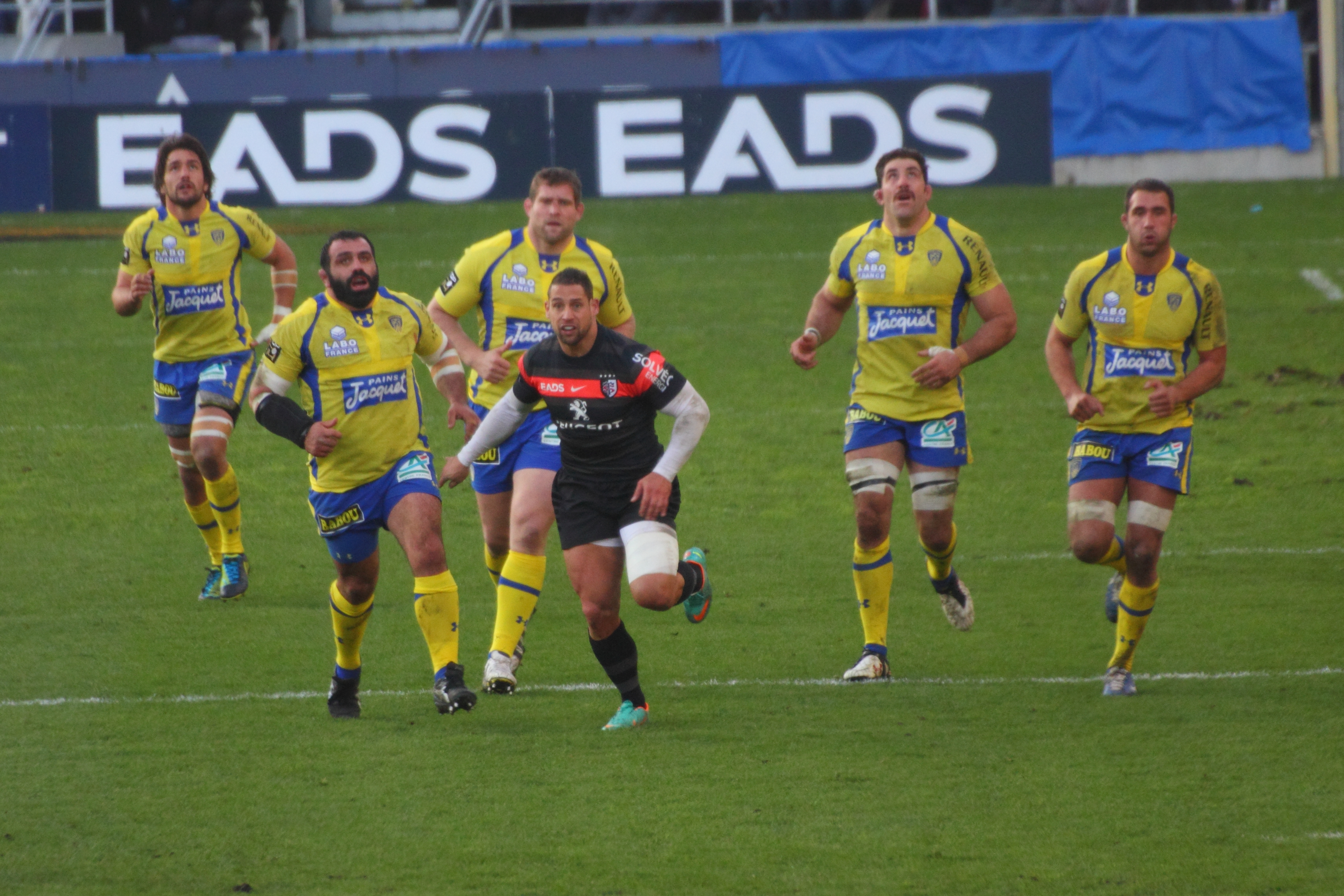
Julien Bardy (à gauche) avec ses coéquipiers de l'ASM Clermont Auvergne lors d'une rencontre de Top 14 face au Stade toulousain le 1 décembre 2012 au Stadium de Toulouse.

Par la suite, son entraîneur, Vern Cotter, continue de lui accorder sa confiance et lui donne sa chance,, Julien Bardy réalise alors deux saisons pleines en 2011-2012 et 2012-2013 avec quarante-neuf matchs disputés et trente-deux titularisations. En janvier 2012, il signe une prolongation de contrat de deux ans supplémentaires avec Clermont. En mai 2013 il dispute notamment la finale de Coupe d'Europe, en tant que remplaçant, perdue face au RC Toulon. De plus, il se montre particulièrement indiscipliné avec six cartons jaunes à son encontre lors de ces deux saisons,, le privant notamment de matchs internationaux avec le Portugal lors de l'automne 2012, alors qu'il est initialement retenu par sa sélection,. La Fédération portugaise de rugby à XV le nomme de nouveau Joueur de l'année en 2012 et 2013. 
Au mois de novembre 2013, devenu un joueur cadre de l'effectif clermontois malgré la forte concurrence, il se voit être récompensé de ses bonnes performances en prolongeant son engagement avec son club formateur pour une durée supplémentaire de trois saisons.
Durant la saison 2014-2015, il écope d'une suspension de cinq semaines après avoir asséné un coup de genou au troisième ligne centre des Saracens, Billy Vunipola, pour défendre son coéquipier Benjamin Kayser lors d'une rencontre de Coupe d'Europe. Il revient sur les terrains en décembre et récolte le premier carton rouge de sa carrière face au Castres olympique après avoir été l'auteur d'un coup de tête sur Yannick Caballero. Il est alors suspendu pour une durée de trois semaines peu de temps après la rencontre. Le 28 février, il dispute son dernier match avec les Lobos face à l'Allemagne dans le cadre du Championnat européen des nations 2014-2016. Avec cette sélection, il n'a donc jamais eu la chance de réaliser son rêve de disputer une Coupe du monde. Cette saison-là, l'ASM dispute la finale de Coupe d'Europe, de nouveau contre le RC Toulon, il est remplaçant et son équipe s'incline une nouvelle fois. Un mois plus tard, l'ASM dispute également la finale du Top 14 face au Stade français Paris, il est titulaire lors de ce match et il écope de nouveau d'un carton, jaune cette fois-ci, pour une percussion illicite sur Waisea Nayacalevu se trouvant au sol, une faute qui coûte cher à l'ASM qui encaisse six points durant ces dix minutes en infériorité numérique et qui perd la finale 12 à 6. Cette action de Bardy a valu l'énervement comique de son coéquipier Jamie Cudmore en tribunes contre l'arbitre, pour lui la faute ne mérite pas un carton, alors que selon beaucoup la faute aurait pu être sanctionné plus sévèrement,. Cette saison-là, malgré ces suspensions, il dispute vingt-et-une rencontre, dont seize en tant que titulaire, et prend part notamment à tous les matchs de phases finales que dispute son club, preuve de son importance au sein de l'effectif clermontois où la concurrence est relevée en troisième ligne avec des joueurs tels que Julien Bonnaire, Gerhard Vosloo ou encore Alexandre Lapandry,.
En 2015-2016, sa première partie de saison est une nouvelle fois marqué par une trop grande indiscipline avec notamment quatre cartons jaunes récoltés en seulement neuf rencontres à la mi-janvier, dont trois lors de trois matchs d'affilée. Le dernier reçu, contre l'Union Bordeaux Bègles en Coupe d'Europe, seulement soixante secondes après son entrée en jeu, provoque l'énervement du public du stade Marcel-Michelin qui le siffle lassé des fautes à répétition de son troisième ligne aile, un carton qui permet à l'UBB de prendre le large dans cette rencontre peu de temps après et de s'imposer.
En décembre 2016, il se blesse lourdement à l'épaule et il est annoncé qu'il va quitter son club formateur pour rejoindre le Montpellier Hérault Rugby à compter de la saison 2017-2018 pour un contrat de trois ans, là-bas il va retrouver son ancien entraîneur à l'ASM Clermont, Vern Cotter qui l'a lancé en équipe première. Il ne rejoue pas avec le club clermontois, cette saison-là, qui est sacré champion de France pour la seconde fois de son histoire et également finaliste de la Coupe d'Europe,.

### Départ de son Auvergne natale et fin de carrière au Montpellier HR (2017-2020)

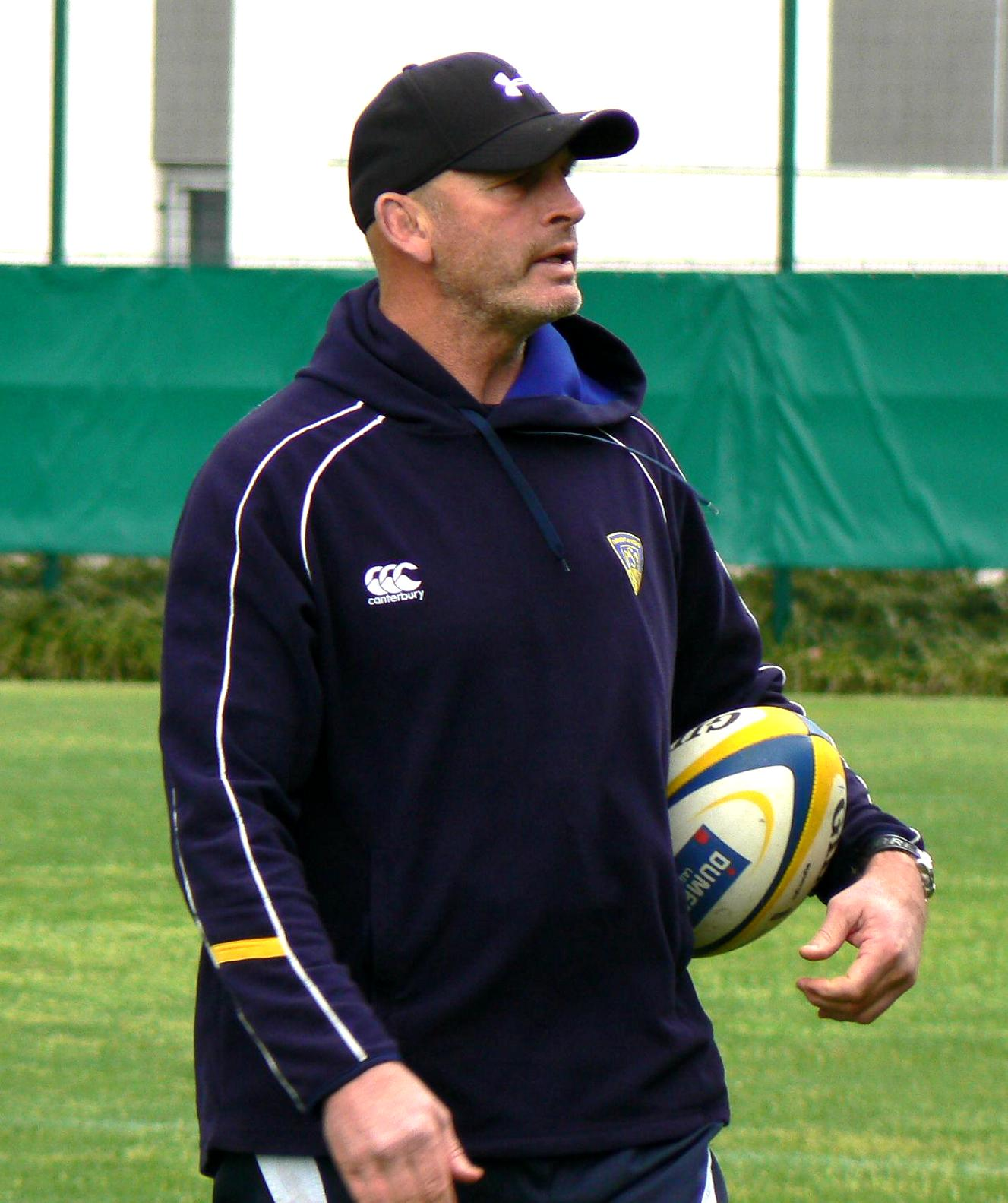
Vern Cotter est le manager de Julien Bardy de 2009 à 2014 à l'ASM Clermont puis de nouveau de 2017 à 2019 au Montpellier HR.

Pour sa première saison en Hérault, Julien Bardy est l'un des hommes de base de l'effectif montpelliérain en étant titulaires lors de dix-sept des vingt-quatre rencontres qu'il dispute. Il est notamment remplaçant lors des phases finales de Top 14, écopant de son seul carton de la saison contre le Lyon OU en demi-finale, et disputant la deuxième finale de l'histoire du MHR en Top 14 qui est cependant perdue face au Castres olympique.
La saison suivante, il se blesse gravement à l'épaule dès septembre, lui faisant manquer une bonne partie de la saison, ne faisant son retour qu'à la fin avril contre le FC Grenoble.
Durant la saison 2019-2020, il est très peu aligné par le staff héraultais, en raison de problèmes récurrents à son épaule, ne disputant que six rencontres entre septembre et janvier, dont le dernier match de sa carrière contre Gloucester Rugby en Coupe d'Europe,. Finalement, le 12 mai 2020, il annonce qu'il met un terme à sa carrière de rugbyman professionnel à cause de ces soucis à l'épaule. Il est alors considéré comme l'un des meilleurs joueurs portugais de tous les temps,.

### Après-carrière
Julien Bardy envisage de se consacrer à d'autres projets professionnels, avec une reconversion dans le secteur de l'immobilier notamment, où il a créé sa société spécialisée dans la promotion immobilière et la construction de villa clé en main. 
Mais aussi, en 2021, il ouvre une pépinière avec son ami d'enfance, passionné d'horticulture, dans la commune de Saint-Beauzire, non loin de Clermont-Ferrand.
En avril 2023, il est présent, en tant que vice-président, dans la liste unique se présentant à la direction de la Fédération portugaise de rugby à XV. À la suite de cette élection, il occupe donc ce poste avec pour mission de faire le lien avec les joueurs portugais évoluant en France et les clubs français.

## Statistiques

### En club
Julien Bardy dispute un total de 121 matchs de Top 14 et 35 matchs en compétition européenne en club entre 2009 et 2020. Il joue notamment 118 matchs, pour 10 essais inscrits, avec l'ASM Clermont Auvergne et 38 matchs avec le Montpellier Hérault Rugby.

### En équipe nationale
Julien Bardy compte vingt-quatre capes en équipe du Portugal, dont vingt-deux en tant que titulaire, il inscrit cinq essais soit vingt-cinq points,. Il a obtenu sa première cape internationale le 1er novembre 2008 face à l'équipe du Canada à Lisbonne. Puis, son dernier match international a eu lieu le 28 février 2015 contre l'Allemagne à Lisbonne.
Il participe à quatre éditions du Championnat européen des nations en 2008-2010, 2010-2012, 2012-2014 et 2014-2016 dans lesquelles il dispute dix-huit matchs, dont dix-sept en tant que titulaire, et inscrit trois essais,.

## Palmarès

### En club
- Finaliste du Championnat de France espoirs en 2009 avec l'ASM Clermont Auvergne.
- Vainqueur du Championnat de France espoirs en 2010 avec l'ASM Clermont Auvergne.
- Vainqueur du Championnat de France en 2010 et 2017 avec l'ASM Clermont Auvergne.
- Finaliste de la Coupe d'Europe en 2013 et 2015[note 2] avec l'ASM Clermont Auvergne.
- Finaliste du Championnat de France en 2015 avec l'ASM Clermont Auvergne et en 2018 avec le Montpellier Hérault Rugby.

### Distinctions personnelles
- Élu Joueur portugais de l'année en 2011, 2012 et 2013 par la Fédération portugaise de rugby à XV.